# STM: Sé tú misma
STM: Sé tú misma (bra: STM: Seja Você Mesma) é uma série de televisão argentina dos gêneros infanto-juvenil e musical de 2023 produzida pela Media Hub, FAM Contenidos e Yellow Kingdom para o Disney Channel. A trama conta a história de três irmãs que estão cansadas de seguir as ordens de sua empresária, então decidem formar, sob novas identidades, sua própria banda musical. É estrelado por Renata Laveaga, Joe Torbell, Sofia Carrera, Pablo Turturiello e Giuliano Montepaone.
A série estreou em 15 de setembro de 2023 na Disney Channel América Latina. Logo depois, a primeira temporada foi lançada completa em 4 de outubro daquele mesmo ano na Disney+. No Brasil, a série foi lançada em 4 de dezembro de 2023 no Disney Channel e 31 de janeiro de 2024 na Disney+.

## Elenco

### Principal
- Renata Laveaga como Sol
- Joe Torbell como Tamara "Tammy"
- Sofía Carrera como Mara
- Pablo Turturiello como Ciro
- Giuliano Montepaone como Maximiliano "Maxi"
- Melania Lenoir como Jackeline "Jackie" Boom
- Bianca Spinello como Catalina "Cata" Alonso
- Valentina González como Micaela "Mica"
- Balthazar Murillo como Ramiro
- Valentina Podio como Wendy

### Recorrente
- Mariano Saborido como Pierre Navarro
- Juan Cottet como Lucas Alonso
- Mariel Percossi como Clara
- Román Almaraz como Mateo
- Carolina Solari como Mercedes
- Federico Liss como Gastón Alonso
- Lula Rosenthal como Annie
- Luis Gritti como Nando

## Dublagem
| Personagens    | Dubladores           |
| -------------- | -------------------- |
| Sol            | Éri Correia          |
| Tammy          | Carol Sodré          |
| Mara           | Isabella Guarnieri   |
| Ciro           | Renato Cavalcanti    |
| Maxi           | André Marcondes      |
| Jackie Boom    | Amazyles de Almeida  |
| Cata Alonso    | Julia Sette          |
| Pierre Navarro | Pedro Alcântara      |
| Lucas Alonso   | Lipe Volpato         |
| Ramiro         | Raphael Ferreira     |
| Mica           | Juliana Cagiano      |
| Wendy          | Giovanna Calegaretti |
| Clara          | Mariana Elisabetsky  |
| Mateo          | Gabriel Martins      |

## Produção
Em agosto de 2022 foi anunciado que a Disney havia começado a filmar uma nova série musical para crianças e adolescentes em Buenos Aires chamada Sé tú mismo. Desta forma, foi divulgado que a série seria produzida pela FAM Contenidos em associação com Media Hub e Yellow Kingdom. A direção da série ficou a cargo de Martín Saban, enquanto a redação dos roteiros ficou a cargo de Fernanda Riveros e Matías Rodríguez.
Por outro lado, foi confirmado que a primeira temporada seria composta por 15 episódios e que o elenco principal seria formado por atores mexicanos e argentinos. Foi revelado que a trama seria centrada em três irmãs que formam uma banda de música pop de sucesso que querem criar seu próprio caminho e fugir da pressão de sua empresária. As gravações da produção terminaram em meados de novembro de 2022. Sé tú misma foi inicialmente planejado para ser lançado no Disney+, mas acabou ganhando uma estreia em 15 de setembro de 2023 no canal a cabo Disney Channel.